# Asociația de Fotbal din Insulele Turks și Caicos
Asociația de Fotbal din Insulele Turks și Caicos este forul ce guvernează fotbalul în Insulele Turks și Caicos. Ei controlează Echipa națională de fotbal a Insulelor Turks și Caicos.